# Фінікова пальма

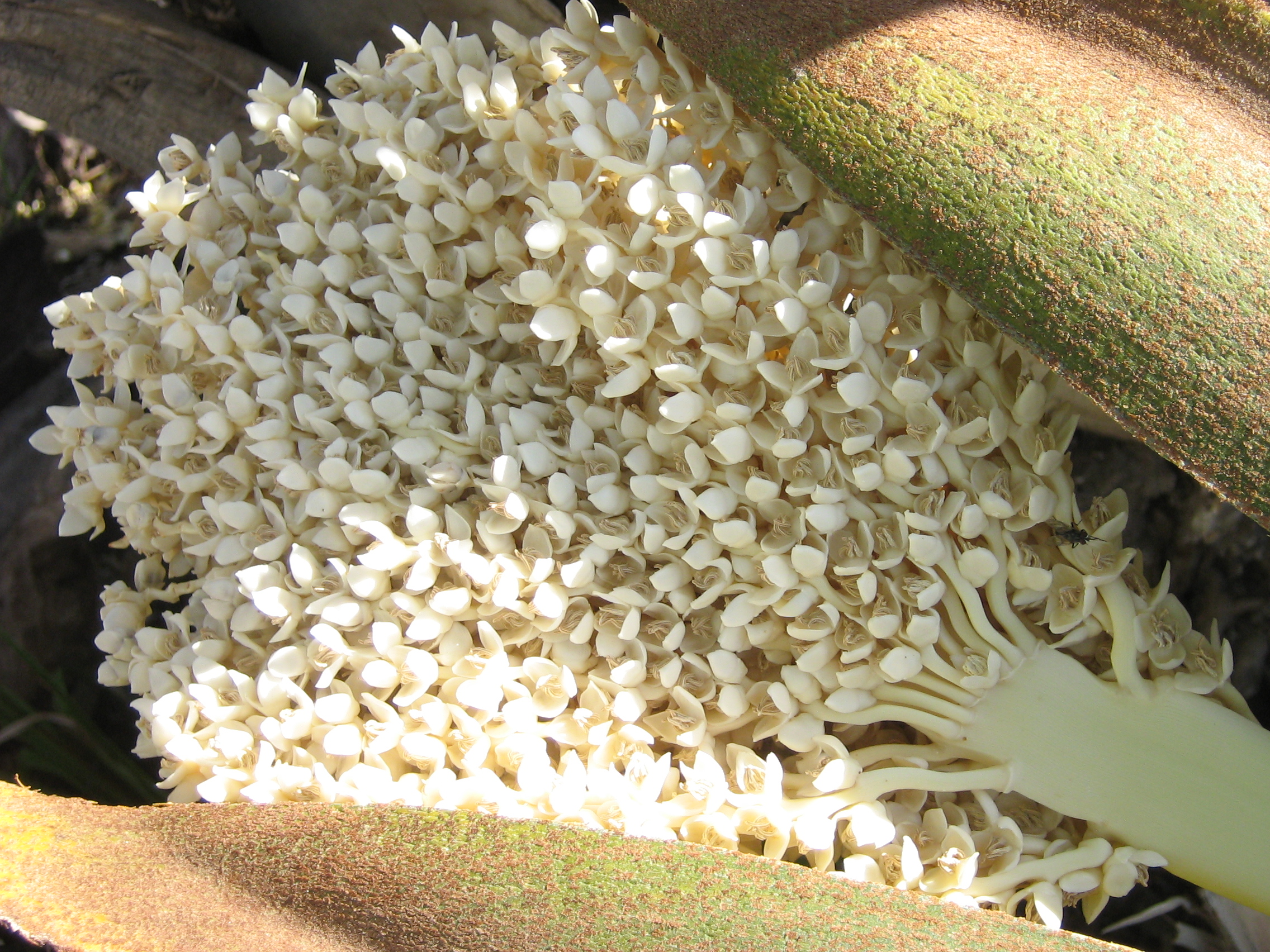
Цвіте фінікова пальма

Фінікова пальма, фінік (Phoenix) — рід рослин з родини пальми (Arecaceae). Включає 17 видів пальм з Африки і Євразії.
Плоди деяких видів цього роду, особливо виду Phoenix dactylifera — фініки — є поширеним продуктом харчування.

## Біологічний опис
Представники роду — дерева або присадкуваті чагарники з перисто-роздільними листками. Більшість видів — дерева з одним стовбуром, але є види з декількома стовбурами.
Вайї довгі, при основі мають міцні, гострі колючки.
Квітки дрібні, жовтого забарвлення, зібрані в волотисте суцвіття. Рослини дводомні. Чашечка кубкоподібна, пелюсток 3, в чоловічих квітках 6 тичинок, в жіночих 6 стамінодій і 3 вільні маточки, з яких здебільшого тільки одна дає ягідний плід з одним насінням; на внутрішній стороні насіння глибока борозна, в середині якої знаходиться зародок; білок роговий.

## Використання
Листя фінікових пальм в Південній Європі вживаються при богослужінні у Вербну неділю.
З індійського виду Phoenix silvestris приготовляють пальмове вино «тари».

## Види
Загальне число видів — 17. Деякі з них:
- Phoenix canariensis — Фінікова пальма канарська, або Фінік канарський. Пальма заввишки до 15 м з одним стовбуром, діаметр якого може досягати 1 м. Плоди оранжево-жовті, неїстівні.[1]
- Phoenix dactylifera — Фінік пальчастий. Власне фінікова пальма (справжнє фінікова пальма). Дерево досягає висоти 15-25 метрів. Поширена на Канарських островах, в оазах Сахари, Аравії і Середній Азії. Плоди фінікової пальми — фініки — поширені як фрукти і сухофрукти. Для досягнення успішнішого плодоносіння араби вже в давнину вішали зрізані чоловічі качани на жіночі дерева і тим сприяли запиленню і заплідненню.
- Phoenix reclinata — Фінікова пальма відхилена, або Фінік відхилений. Африканський вид заввишки до 9 м. Рослина має кілька стовбурів, кожен з яких згинається назовні від центру групи. Забарвлення плодів — від жовтого до червоного.[1]
- Phoenix roebelenii — Фінікова пальма Робелена, або Фінік Робелена. Вид з Лаосу заввишки до 3 м з декількома стовбурами, кожен з яких згинається назовні від центру групи. Плоди чорні. Рослину вирощують як кімнатну рослину.[1]
- Phoenix rupicola — Фінікова пальма гірська, або Фінік гірський. Вид з Індії заввишки до 8 м. Плоди темно-червоні.
- Phoenix theophrastii — Фінікова пальма Теофраста, або Фінік Теофраста.

Багато видів цього роду здатні утворювати гібриди.